# Mohamed Saâd Hassar
 (mars 2014).
Si vous disposez d'ouvrages ou d'articles de référence ou si vous connaissez des sites web de qualité traitant du thème abordé ici, merci de compléter l'article en donnant les références utiles à sa vérifiabilité et en les liant à la section « Notes et références ».
Pour les articles homonymes, voir Mohamed Hassar et Hassar.
Mohamed Saâd Hassar, né à Salé le 21 février 1953, est un homme politique marocain. Il est secrétaire d'État auprès du ministre de l'Intérieur de 2007 à 2012.

## Parcours scolaire et universitaire
Mohamed Saâd Hassar fait ses études secondaires au lycée Descartes de Rabat, où il obtient son baccalauréat. Il poursuit alors ses études à l’École spéciale des travaux publics, du bâtiment et de l'industrie (ESTP) de Paris et obtient une maîtrise en mathématique à l'université Paul-Sabatier (Toulouse).

## Parcours professionnel
Après ses études, il rentre au Maroc et, le 1er janvier 1980, il est nommé directeur du développement à l'Office d'exploitation des ports. En janvier 1985, il est nommé directeur de la formation professionnelle et de la formation des cadres.
En 1990, il obtient un poste de chargé de mission au secrétariat particulier de Hassan II. Hassan II lui confie de nombreuses missions dont la supervision de la réalisation de l'université Al Akhawayn à Ifrane (1991) puis de la construction de la nouvelle ville nouvelle Sala Al Jadida, près de Rabat.
En janvier 1998, il est nommé directeur général de l'Administration de la conservation foncière, du cadastre et de la cartographie et devient membre du Comité d'experts, chargé de la promotion des investissements.
Le 11 décembre 2002, Mohamed Saâd Hassar est nommé wali et devient directeur général des collectivités locales avant de devenir secrétaire général du ministère de l'Intérieur en 2006.
En octobre 2007, Mohamed VI le nomme secrétaire d'État auprès du ministre de l'Intérieur.

## Décorations
- 2005 : chevalier du Ouissam alaouite
- 2010 : chevalier de la Légion d'honneur (France)

## Familles
Il est le neveu de Abdelkrim Al Khatib, avec Hosni Benslimane ,de Si Driss Hassar demi-frère de son père larbi, celui-ci fut le créateur de la sureté nationale marocaine et PDG de l’Office Nationale du Thé et du Sucre et de Moulay Ismaïl Alaoui. Son père, feu Larbi Hassar (1918-2010), originaire de Salé fut le premier Marocain diplômé pharmacien, dans les années 1940.